# Augustin Loubens
Augustin Loubens est un homme politique français né le 16 décembre 1760 à Auch (Gers) et mort à une date inconnue.

## Biographie
Président du tribunal d'Auch, il est député du Gers en 1815, pendant les Cent-Jours.

## Sources
- « Augustin Loubens », dans Adolphe Robert et Gaston Cougny, Dictionnaire des parlementaires français, Edgar Bourloton, 1889-1891 [détail de l’édition]